# 850 Altona
850 Altona elle A916 FG är en asteroid upptäckt 27 mars 1916 av den ryska astronomen Sergej Beljavskij vid Simeizobservatoriet på Krim. Asteroiden har fått sitt namn efter Altona - då en egen stad väster om Hamburg - numera en stadsdel i Hamburg, där tidskriften Astronomische Nachrichten gavs ut från 1821.
Ockultationer av stjärnor har observerats.